# Pasta abrasiva
La pasta abrasiva è un prodotto atto all'usura superficiale (abrasione) di un oggetto tramite sfregamento, in modo da modificare le proprietà esterne dello stesso.
Da questa pasta derivano anche i polish con caratteristiche abrasive (ma più diluite), i quali hanno originariamente funzioni simili alla cera protettiva.

## Uso
Tale prodotto viene utilizzato in diversi campi e può assumere anche diverse denominazioni, dal campo dermatologico con la pasta lavamani, dal campo meccanico (oggetti metallici) ed estetico con i cromopulitori (chrome-care), ai gioielli con paste abrasive lucidanti, alle carrozzerie.
Serve principalmente per rimuovere piccole imperfezioni superficiali che non hanno intaccato l'intero spessore dell'eventuale trattamento superficiale, inoltre viene utilizzata per la lucidatura.

## Composizione
Tale pasta utilizza una polvere che a seconda dell'uso ha una grana più o meno sottile e costante e che ne costituisce per la maggior parte, utilizza un sapone che ne permette la scorrevolezza e l'uso ottimale, inoltre a seconda delle applicazioni può essere composta anche con un diluente.

## Controindicazioni
Tale prodotto date le sue caratteristiche abrasive non dovrebbe essere utilizzato per parti che hanno un trattamento superficiale sottile, in quanto ne può provocare la rimozione o l'assottigliamento modificandone le caratteristiche.